# Formosatettix longicornia
Formosatettix longicornia is een rechtvleugelig insect uit de familie doornsprinkhanen (Tetrigidae). De wetenschappelijke naam van deze soort is voor het eerst geldig gepubliceerd in 2003 door Ren, Wang & Sun.